# Shah Shahiran
Shah Shahiran (Singapur; 14 de noviembre de 1999) es un futbolista de Singapur que juega en las posiciones de defensa central y centrocampista con el Tampines Rovers FC de la Liga Premier de Singapur desde el año 2018.

## Carrera

### Club
| Periodo | Club                      |
| ------- | ------------------------- |
| 2018–   | Tampines Rovers FC        |
| 2021    | → Young Lions FC (cedido) |

### Selección nacional
Ha estado en el proceso de selecciones menores desde la categoría sub-17 en donde jugó 18 partidos y anotó un gol, además de jugar en dos ediciones de los Juegos del Sudeste Asiático. Shah debutó con Singapur el 29 de marzo de 2022 entrando de cambio por Song Ui-young en la victoria por 2–0 sobre Filipinas por el FAS Tri-Nations Series 2022.
Shah anotó su primer gol con los Lions el 24 de diciembre de 2022 en la victoria por 3-2 sobre Birmania por el Campeonato de la AFF 2022.

## Logros
- Singapore Cup: 2019
- Singapore Community Shield: 2020